# Kei
Kei (jap. けい, ケイ) – męskie imię japońskie, coraz częściej stosowane jako żeńskie imię – jako skrót od Keiko.

## Możliwa pisownia
Kei można zapisać przy użyciu różnych znaków kanji i może oznaczać m.in.:
- 敬, „pełen szacunku”[1] (funkcjonuje też inna wymowa tego imienia: Takashi)
- 圭, „kwadratowy klejnot”
- 恵, „błogosławieństwo” (funkcjonuje też inna wymowa tego imienia: Megumi)
- 慧, „mądrość” (funkcjonuje też inna wymowa tego imienia: Satoshi)
- 慶, „rozradowanie”
- 佳, „doskonały”
- 桂, „grujecznik” (funkcjonuje też inna wymowa tego imienia: Katsura)
- 啓, „objawiać”
- 景, „krajobraz”

## Znane osoby
- Kei Akagi (恵), amerykański pianista jazzowy japońskiego pochodzenia
- Kei Igawa (慶), japoński baseballista
- Kei Inoo (慧), japoński piosenkarz
- Kei Kumai (啓), japoński reżyser, scenarzysta i producent filmowy
- Kei Kusunoki (桂), japońska mangaka
- Kei Mizutani (ケイ), japońska aktorka
- Kei Nishikori (圭), japoński tenisista
- Kei Ogura (佳), japoński piosenkarz, autor tekstów i kompozytor
- Kei Shindō (圭), japońska seiyū
- Kei Tomiyama (敬), japoński aktor, seiyū i narrator
- Kei Yasuda (圭), japońska piosenkarka, muzyczka i aktorka

## Fikcyjne postacie
- Kei (ケイ), bohaterka mangi i anime Akira
- Kei (ケイ), główny bohater mangi i anime Dirty Pair
- Kei (蛍), jeden z siedmiu Rycerzy Leafe w mandze i anime Prétear
- Kei Aizawa, bohater mangi i anime Wangan Midnight
- Kei Kurono (計), bohater mangi i anime GANTZ
- Kei Kishomoto (恵), główny bohater mangi i anime GANTZ
- Kei Kusanagi (桂), główny bohater anime Please Teacher!
- Kei Takishima (彗), bohater mangi i anime Special A
- Kei Yoshikawa (恵), główna postać mangi The Day of Revolution